# 張櫻美
張櫻美（Cheung Ying Mei，1994年4月4日—），香港女子羽毛球運動員。畢業於順德聯誼總會梁銶琚中學。

## 簡歷
2010年，張櫻美贏得全港羽毛球錦標賽初級組女子單打冠軍，同年8月入選香港羽毛球代表隊青年重點培訓隊，加強體能及力量訓練。同年12月，她代表順德聯誼總會梁銶琚中學出戰學界精英賽，奪得女單冠軍及女雙季軍。
2013年10月，張櫻美代表香港參加天津市舉行的東亞運動會羽毛球比賽，助港隊贏得女子團體銅牌。

## 主要比賽成績
只列出曾進入準決賽的國際賽事成績：
| 年份   | 賽事                 | 公開賽級別 | 項目     | 成績 |
| ------ | -------------------- | ---------- | -------- | ---- |
| 2013年 | 東亞運動會羽毛球比賽 | 其他       | 女子團體 | 銅牌 |

| 2007-2017年 | 首要超級賽 | 超級賽 | 黃金大獎賽 | 大獎賽 | 國際挑戰賽 | 國際系列賽 | 未來系列賽 | 其他 |

| 2018-2026年 | 總決賽 | 超級1000賽 | 超級750賽 | 超級500賽 | 超級300賽 | 超級100賽 | 國際挑戰賽 | 國際系列賽 | 未來系列賽 | 其他 |